# Naziha al-Dulaimi
Naziha Jawdet Ashgah al-Dulaimi, född 1923 i Bagdad, död 9 oktober 2007 i Herdecke, var en irakisk politiker och feminist. al-Dulaimi var Iraks första kvinnliga minister i modern tid och det första kvinnliga statsrådet i ett arabiskt land. Hon var en av grundarna och den första ordföranden i Iraqi Women's League.
1948 blev hon medlem i irakiska kommunistpartiet och under 1950-talet var hon aktiv i den irakiska fredsrörelsen. 
Hon grundade 1952 Iraqi Women's League och blev dess första ordförande. Hon drev under 1950-talet en kampanj för rösträtt för kvinnor.
Efter revolutionen som störtade monarkin utsågs hon 1959 av premiärministern Abd al-Karim Qasim till minister. Hon blev den första kvinnliga ministern inte bara i Irak utan i hela Arabvärlden och Mellanöstern.